# KFUM-Kameratene Oslo
KFUM-Kameratene Oslo – norweski klub sportowy mający siedzibę w mieście Oslo. Posiada sekcje piłki nożnej, futsalu, siatkówki i lekkiej atletyki. Klub piłkarski gra w Eliteserien.

## Stadion
Domowe mecze klub rozgrywa na stadionie o nazwie KFUM Arena w Oslo, który może pomieścić 2000 widzów.

## Reprezentanci kraju grający w klubie
Stan na maj 2016.
| - Henning Berg - Lars Hirschfeld | - Ciise Aden Abshir |

## Skład na sezon 2016
| Nr | Poz. | Piłkarz           |
| -- | ---- | ----------------- |
| 1  | BR   | Orhan Simsek      |
| 3  | PO   | Ciise Aden Abshir |
| 4  | OB   | Eivind Sæther     |
| 6  | PO   | Elias Hansson     |
| 7  | PO   | Robin Rasch       |
| 8  | PO   | Stian Sortevik    |
| 9  | NA   | Cato Valøy        |
| 10 | PO   | Christoffer Dahl  |
| 11 | NA   | Dennis Obeng      |
| 12 | BR   | Stian De Wahl     |
| 13 | BR   | Lars Hirschfeld   |
| 14 | PO   | Erik Jonvik       |
| 16 | PO   | Stian Pettersen   |

| Nr | Poz. | Piłkarz                                 |
| -- | ---- | --------------------------------------- |
| 17 | OB   | Erlend Skaga                            |
| 18 | PO   | Håkon Stavrum                           |
| 19 | NA   | Philip Romsås                           |
| 20 | OB   | John Olav Norheim (wypożyczony z Start) |
| 24 | NA   | Sindre Ek                               |
| 25 | OB   | Bendik Møller                           |
| 26 | NA   | Emil Ekblom (wypożyczony ze Stabæk IF)  |
| 27 | OB   | Nikolai Aarø                            |
| 28 | NA   | Edvin Akselsen                          |
| 29 | NA   | Robin Bjørnholm                         |
| 33 | OB   | Jørgen Hammer                           |
| 77 | PO   | Christoffer Kringberg                   |